# Pianello (Cagli)
Pianello è una frazione del comune di Cagli in provincia di Pesaro-Urbino.

## Geografia fisica

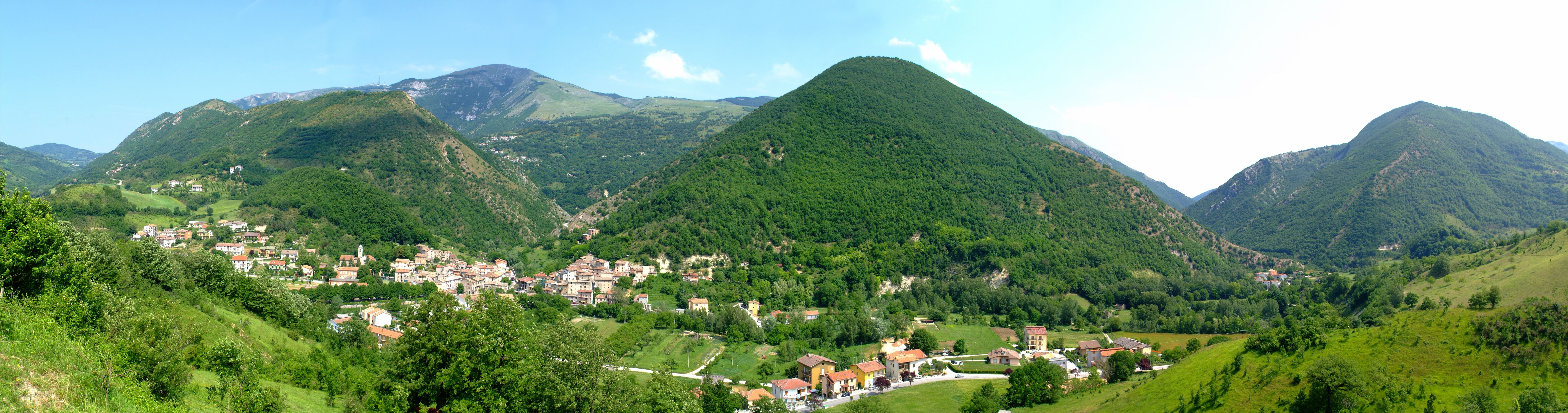
Panorama di Pianello

### Morfologia

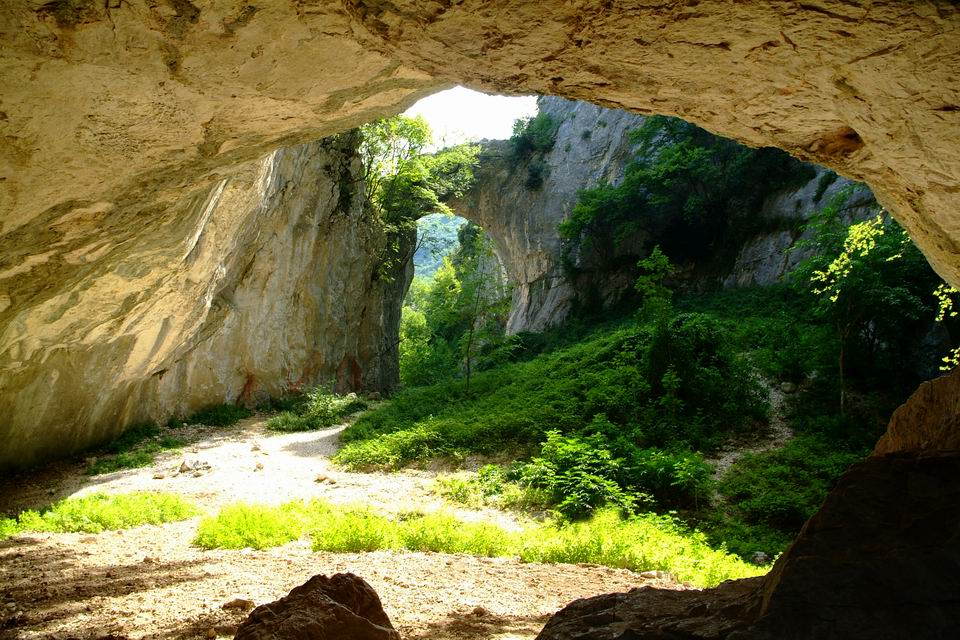
Arco di Fondarca

Pianello di Cagli è un piccolo centro abitato posto a 394 m s.l.m., sorge a valle del Monte Nerone alla confluenza del fiume Certano e del fiume Giordano. Dopo Pianello il fiume prende il nome Bosso e nel suo percorso verso Cagli percorre una gola dalle forme aspre e selvagge, ricchissima di piante e animali delle specie più diverse. La gola del fiume Bosso ed il territorio compreso tra Pianello, Pieia e Monte Nerone sono di estremo interesse dal punto di vista geologico e da decenni sono meta di studiosi provenienti dalle più importanti università italiane e straniere. Nel territorio della vallata, le popolazioni da secoli hanno estratto le pietre utilizzate per la costruzione degli edifici, alcune di particolare pregio che venivano inviate anche a Roma: il travertino, molto resistente agli agenti atmosferici, il marmarone dal colore bruno, la pietra campanella di più colori, la scaglia rosata, di gran lunga la più utilizzata per la costruzione di tutte le abitazioni della vallata e del cagliese, la più povera arenaria e, infine, la corniola selcifera, ovvero la pietra molare particolarmente ricercata fin dall'antichità per la realizzazione di enormi macine da mulino. La particolare ubicazione geografica di Pianello, punto di chiusura delle vallate dei torrenti Certano, Giordano e Fiumicello e imbocco della vallata del fiume Bosso, ne hanno fatto fin dall'antichità un punto di passaggio privilegiato lungo le vie che dall'Adriatico portano verso la valle del Tevere. Quella attraverso Pianello è la via più breve lungo questa direttrice, sfruttata sin dai tempi degli Umbri, Etruschi e Romani fino al medioevo, perché facilmente percorribile anche durante i periodi invernali, essendo caratterizzata da valichi a quota abbastanza bassa. Il massiccio del Nerone, sulle cui pendici sorge Pianello e che divenne polo di attrazione per le antiche popolazioni pastorali della civiltà appenninica, è caratterizzato da una fitta rete di spaccature, ripari sottoroccia e caverne scavate nel calcare massiccio. L'esteso sistema di cavità carsiche presente all'interno della montagna fanno di queste zone il paradiso degli speleologi.

### Flora

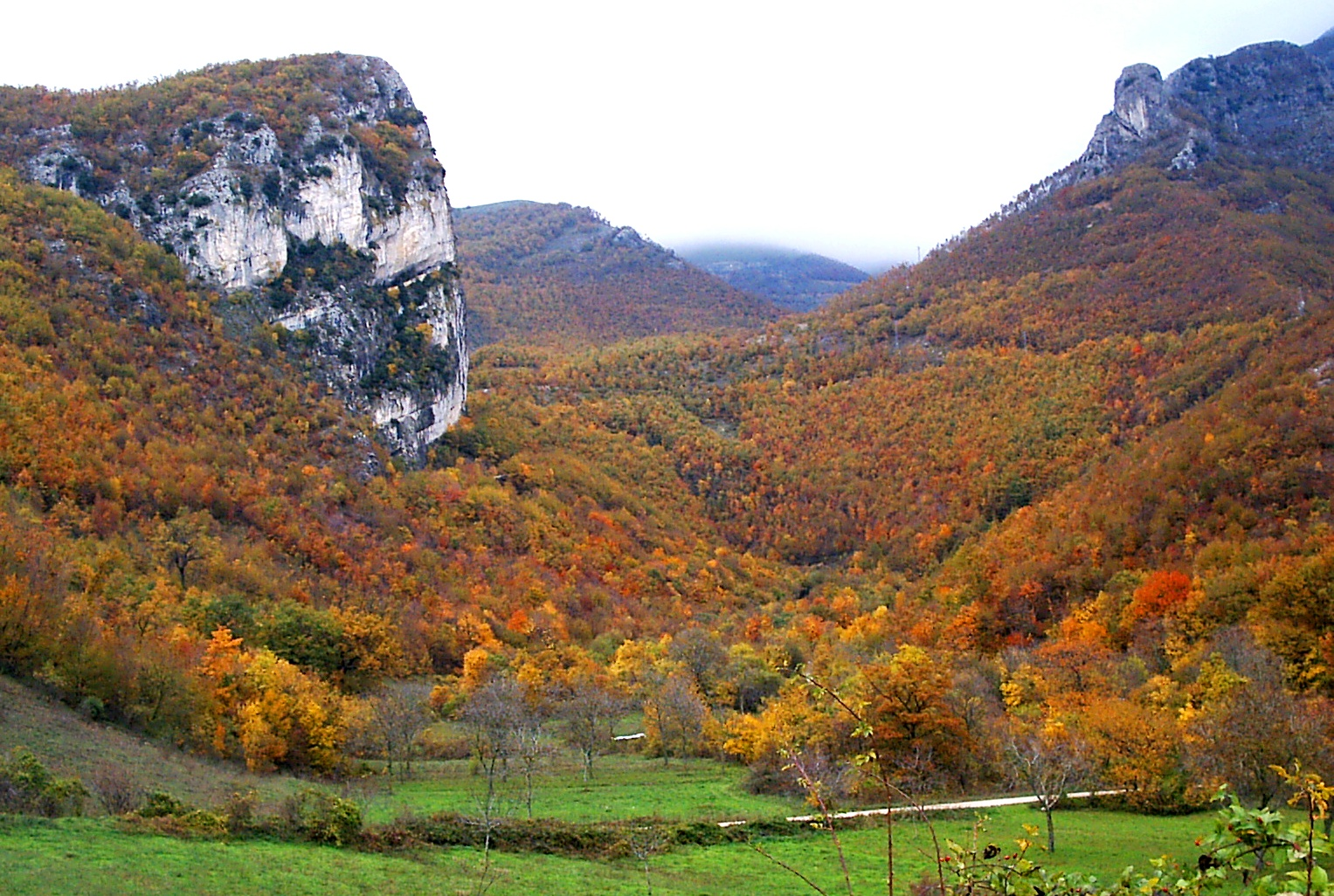
Foliage nella valle di Pieia

La flora della valle del fiume Bosso e dei dintorni di Pieia è una miniera di prezioso materiale di studio sia per la varietà delle specie presenti che per l'estrema rarità di alcune, definite rare o rarissime non solo nella regione marchigiana, ma in tutta la catena appenninica. La caratteristica principale e singolare è la convergenza di specie vegetali provenienti da regioni molto diverse che vanno a comporre aree vegetazionali composite e singolari. I boschi degli alvei fluviali sono il regno del pioppo bianco (Populus alba), dell'ontano nero (Alnus glutinosa), del tiglio (Tilia platyphillos), dell'olmo campestre (Ulmus minor) e di innumerevoli specie di salice. Salendo di quota troviamo i querceti a roverella associati all'acero trilobo (Acer monspessulanus) ed all'acero minore (Acer campestre), nonché ad arbusti come il biancospino (Crataegus laevigata), il corniolo (Cornus mas), il ciliegio canino (Prunus mahaleb) ed il prugnolo (Prunus spinosa). Nei fianchi delle vallate di rilevante importanza sono i boschi di carpino (Ostrya carpinifolia) e orniello (Fraxinus ornus) che troviamo in associazione con diverse varietà di acero, sorbo e ciliegi selvatici e, molto spesso, con il leccio (Quercus ilex). Fra gli arbusti sono molto frequenti la sanguinella (Cornus sanguinea), il corniolo, il nocciolo (Corylus avellana) e la berretta da prete (Euonymus europaeus). Infine alle quote più alte, tra 900 e 1500 metri, il cerro (Quercus cerris) gradualmente lascia il campo al vero re della montagna, il faggio (Fagus silvatica), che in genere forma boschi monospecifici. Lungo i bordi delle faggete possiamo trovare qualche isolato esemplare di agrifoglio (Ilex aquifolium) e di acero di monte (Acer pseudoplatanus). Un così elevato numero di specie vegetali concentrato in un territorio ristretto, associato a particolari condizioni climatiche che si verificano nei mesi di ottobre e novembre, con temperature molto basse di notte e umidità elevata e sole di giorno, danno luogo ad una vera e propria esplosione di colori, uno spettacolo della natura riscontrabile in pochi altri luoghi e che tecnicamente viene chiamato fogliame autunnale. Il foliage, nato in Canada, vanta ormai tantissimi appassionati nel mondo che, attraverso la rete, si scambiano notizie sui luoghi e sui giorni dell'anno in cui il fenomeno raggiunge l'apice. La vallata di Pianello, ancora poco nota, non è ancora entrata nel circuito degli appassionati di foliage, ma certo ne ha tutte le caratteristiche, con il suo caleidoscopio di colori autunnali che vanno dal rosso arancio fiammante dello scotano, al giallo vivo dell'acero, dal bordeaux e dal rosa dell'orniello al marrone dei cerri, dal giallo chiaro dei carpini al verde scuro dei lecci e del bosso, con tutte le sfumature e le tonalità intermedie.

### Fauna
La fauna che popola la vallata di Pianello è tipicamente appenninica. Tra i mammiferi le specie più diffuse sono la volpe, la donnola, il tasso, la faina, la lepre e il riccio. Da qualche anno è diventata molto rilevante la presenza di cinghiali, nonostante siano cacciati in modo assiduo da numerose squadre di cacciatori, tanto che questo è diventato il tipo di caccia più praticato nella zona. È piuttosto facile imbattersi in istrici ed anche la presenza del lupo viene notata sempre più spesso. Tra gli uccelli si segnala la presenza comune della gallinella d'acqua e del martin pescatore, di diversi esemplari di airone, oltre a falchi, poiane, ghiandaie, merli, usignoli, rondini. Da qualche anno sono tornate a nidificare sulle rocce più alte e nascoste del Nerone anche le maestose aquile. Tra i rettili i più comuni sono la lucertola, il ramarro e l'orbettino oltre a varie specie di serpenti fra i quali la natrice dal collare, il biacco e, in alcune zone, viene talvolta segnalata anche la vipera. Nei fiumi, oltre a trote, barbi e cavedani, troviamo il gambero di fiume, il granchio di fiume ed un pesce molto particolare che vive sotto i sassi, localmente viene chiamato capisciotto, una specie che in passato è finita molto spesso nel mirino dei pescatori di frodo per la prelibatezza delle sue carni. Il capisciotto o scazzone (Cottus gobio) è una specie molto sensibile all'inquinamento delle acque e pertanto, proprio per la sua specificità, deve essere adeguatamente tutelata e trova il suo habitat naturale nelle gelide e limpidissime acque del torrente Giordano.

## Cultura

### Gastronomia

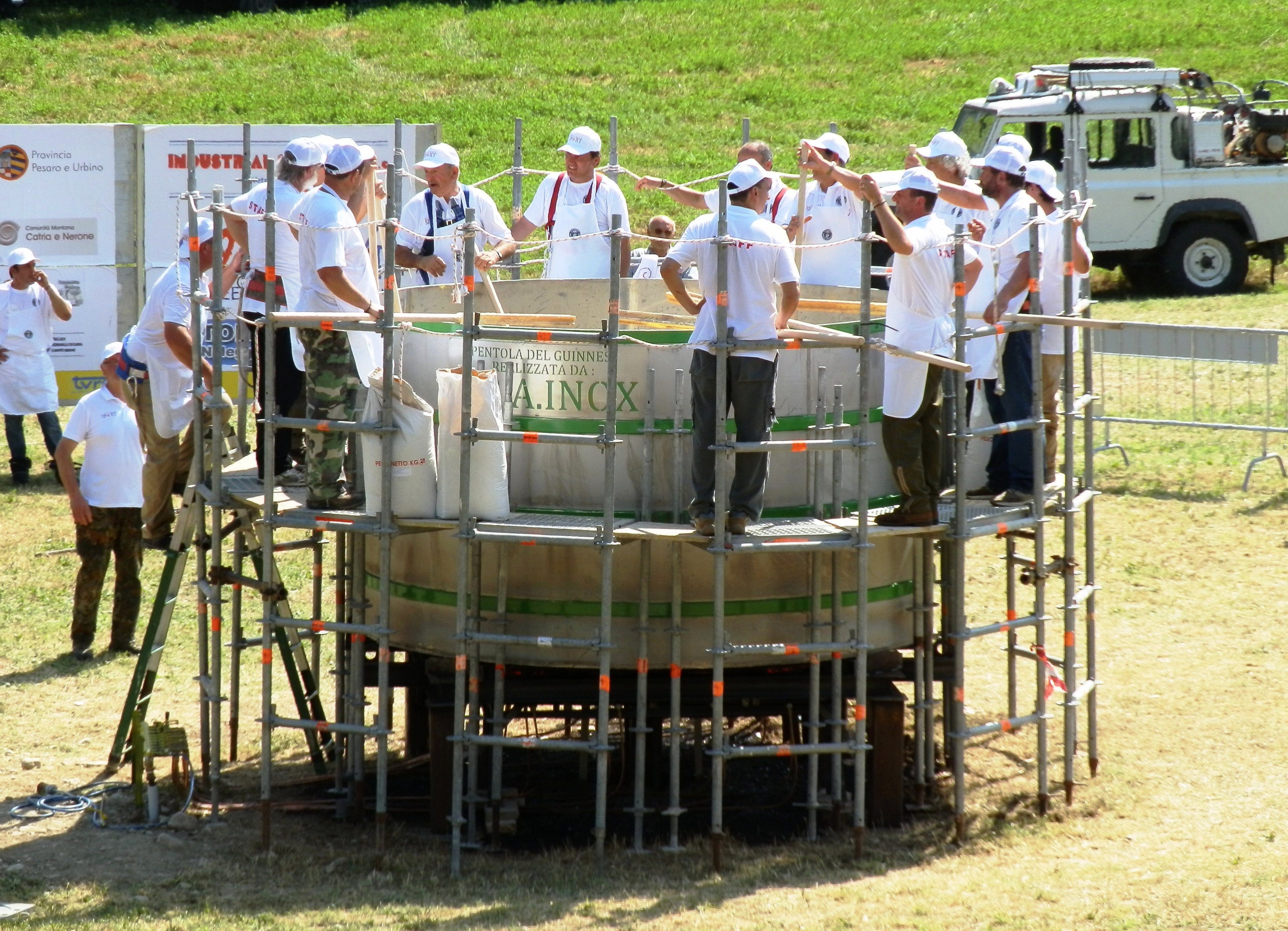
La polenta del Guinness World Record

La festa caratteristica del paese è la sagra della lumaca, che si tiene la terza domenica di giugno. Le lumache vengono preparate con una ricetta tipica pianellese non riscontrabile nelle gastronomie dei luoghi limitrofi.
Nel 2012 (50º anniversario della sagra) è stata organizzata una enorme polenta che ha consentito di conseguire il World Guinnes Record per la Polenta più grande del mondo realizzata in un unico pentolone e con una sola cottura. Con una pentola di 3 metri di diametro per un'altezza di 1 metro e 70 centimetri è stata ottenuta una polenta del peso finale di 3.560 chili, che ha superato il precedente record detenuto dal Canada con circa 2.790 chili.

## Storia

### Le origini e le genti umbre
La vallata di Pianello entra nella storia quando, durante l'età del Bronzo medio (circa 1500 a.C.), le prime tribù di cacciatori-raccoglitori giunsero ad abitare le numerose grotte poste alle pendici del Monte Nerone, fra le quali spicca per importanza il complesso naturale di Fondarca, presso Pieia. Recenti campagne di scavi effettuate nella zona dall'Università della Tuscia, hanno portato alla luce numerosi reperti (scodelle, olle, resti di ossa animali, ect.).
La valle, secondo quanto indicano i più recenti studi, venne poi colonizzata dalle popolazioni Umbre, probabilmente in conseguenza di un Ver Sacrum, ovvero una Primavera Sacra, rituale tipico delle antiche popolazioni italiche. Nella zona, ritenuta sacra per via delle alte vette e delle numerose sorgenti che sgorgano dal monte Nerone, si installò verosimilmente la tribù dei Pieienates, una delle tribù Ikuvine che hanno lasciato una descrizione di riti e cerimoniali nelle famose Tavole eugubine conservate a Gubbio.
La vallata di Pianello è sempre stata una zona di confine e, con l'ascesa di Roma, si trovarono contemporaneamente ad interagirvi le genti umbre, quelle delle confinanti zone etrusche, le popolazioni celtiche, che da tempo si erano insediate nella zona, ed i nuovi conquistatori romani che infine ebbero il sopravvento su tutte le altre popolazioni, le quali vennero gradualmente integrate ed assorbite, dando così inizio ad un nuovo periodo storico che ha lasciato profondi segni sul territorio.

### Il corridoio bizantino
La zona si trovò a ricoprire un ruolo nuovamente importante durante il periodo longobardo-bizantino, nei secoli VI-VIII, quando la valle di Pianello divenne una parte fondamentale di quello che ormai unanimemente gli storici individuano come il Corridoio Bizantino, cioè un'esigua striscia di territorio rimasta sempre in mano bizantina e da questi strenuamente difesa per non perdere il collegamento fra Ravenna e Roma attraverso l'Appennino.
Il corridoio era ritagliato fra i territori sotto il controllo longobardo e la parte che attraversava la vallata di Pianello ne rappresentava la parte più impervia e disagevole, attraverso la quale era possibile scavalcare l'Appennino. Il presidio del corridoio era garantito dalla presenza di numerose rocche e fortificazioni contrapposte, longobarde e bizantine, costruite sulle alture ai lati. Il corridoio seguiva in larga parte il percorso di un'antica strada umbro-romana che da Apecchio saliva verso la Serra della Stretta passando attraverso le fortificazioni dell'Arcella e dell'Arcellina, per arrivare ad Acquapartita ed al Trebbio, quindi Miara, L'Oncia, Caiserra, Pievarella, Caimercati, Chiaramonte, San Silvestro ed infine scendeva verso l'antica Luceoli (nei pressi di Cantiano), in direzione Gubbio.
Il periodo longobardo-bizantino ha lasciato segnali del tutto evidenti nella toponomastica della valle, nei dialetti e nelle dedicazioni santoriali. Gli studi effettuati hanno dimostrato come all'interno del corridoio toponomastica e dialetto siano di derivazione principalmente greca, con la pronuncia della vocale a molto aperta (Pianello, Moria, Cantiano), mentre all'esterno del corridoio la pronuncia avviene ancora oggi alla moda franco-gotica, come se fosse una e molto stretta e la u è pronunciata come ü longobarda (Serravalle, Pieia, Cerreto). Lo stesso discorso può essere verificato analizzando le dedicazioni santoriali delle numerose chiese presenti nel territorio, dove ai santi cari alla tradizione bizantina (Apollinare, Quirico e Giulitta, Silvestro,) si contrappone il santo per eccellenza dei longobardi (S.Michele Arcangelo).

### Il medioevo e l'abbazia di San Pietro di Massa
L'azione dei benedettini sul finire dell'ottavo secolo fu molto intensa, tanto che nel territorio di Cagli secondo lo studioso cagliese Gottardo Buroni, esistevano ben otto monasteri benedettini e fra questi quello di San Pietro di Massa che fu poi, per alcuni secoli, il punto di riferimento religioso, economico, politico e giudiziario di tutta la vallata di Pianello, fino a quando non entrò, inevitabilmente, in conflitto con il nascente Comune di Cagli, che mal tollerava un simile potere all'interno della sua giurisdizione.
Le origini del monastero, secondo l'annalista cagliese Francesco Bricchi, risalgono all'anno 830 ed in virtù della protezione apostolica concessa nell'anno 965 da papa Giovanni XX, si trovò ad essere soggetto direttamente alla Sede Apostolica e, fatto molto importante, svincolato dalla giurisdizione del vescovo di Cagli. Questo privilegio venne più volte ribadito ed ampliato dai papi successivi (la prima bolla pontificia nota grazie ad una trascrizione è quella di Innocenzo II del 3 giugno 1140) fece dell'abbate di Massa un potente feudatario che, nel momento di massimo splendore dell'abbazia, aveva nel suo territorio almeno 13 castelli e 12 chiese, con rendite di gran lunga superiori a quelle del vescovo di Cagli.

## Monumenti e luoghi d'interesse

### Abbazia di S.Pietro di Massa

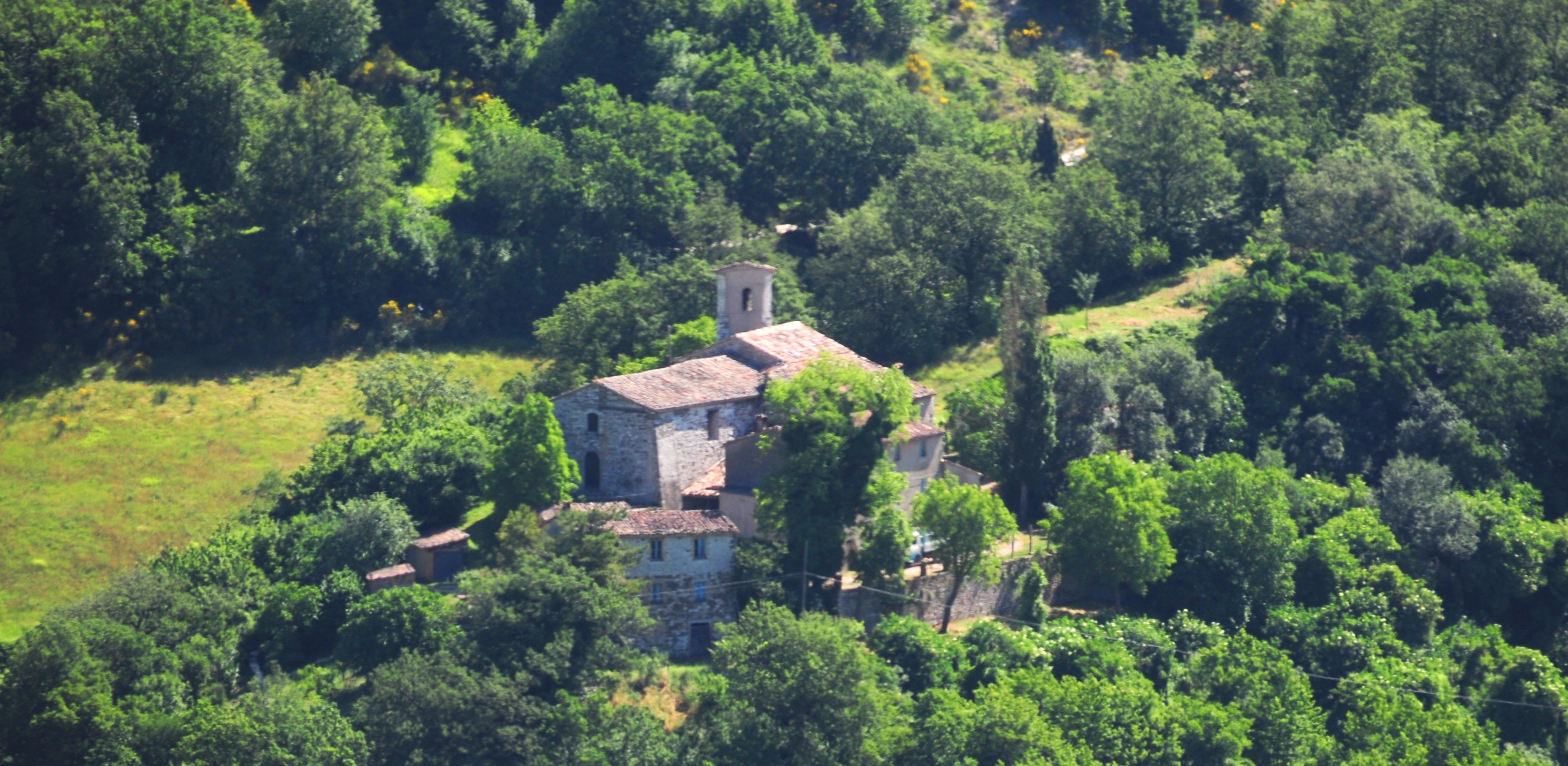
Panorama dell'abbazia di S.Pietro

Il più antico documento conosciuto che cita un “Johannes abbas […] monasterii S. Petri de Massa de Monte Neroni” risale al 1115. L'origine dell'abbazia viene però fissata all'anno 830. L'ingente patrimonio accumulato nei secoli porterà però l'abbazia a scontrarsi nel corso del XIII secolo con la politica espansionistica del Comune di Cagli. Pomo della discordia era in particolare il dominio dei castelli di Massa, monte Migliario e Rocca bianca. Così nel 1278, dopo il sacco di cinquant'anni prima, l'armata comunale distruggeva parzialmente l'abbazia, mentre nel 1314 un presidio militare cagliese nell'insediarsi giungeva a scacciare l'abate.
L'abbazia perdeva nel XV secolo la sua autonomia. La chiesa abbaziale superstite è oggi sede parrocchiale. All'esterno, incassati nei paramenti murari in pietra, sono vari frammenti dell'antica abbazia. All'interno della chiesa ad aula unica con basse capriate a vista, particolare attenzione merita la pala seicentesca raffigurante la Madonna del Rosario e Santi. Gli spazi di maggiore interesse architettonico sono costituiti dai due locali d'impostazione romanica posti dietro l'altare maggiore.

### Chiesa di S.Michele Arcangelo a Cerreto

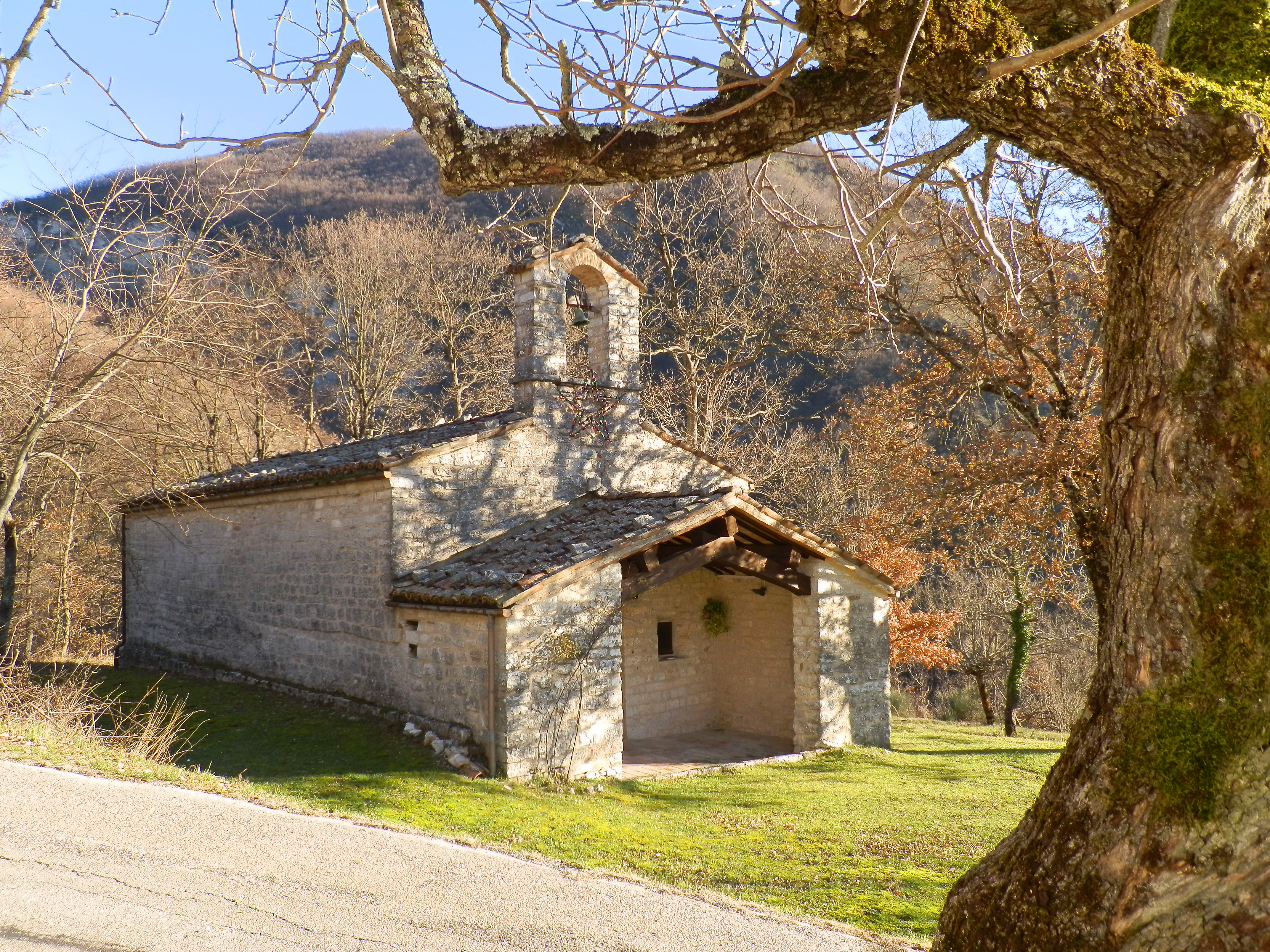
Scorcio della chiesa di S.Michele Arcangelo a Cerreto

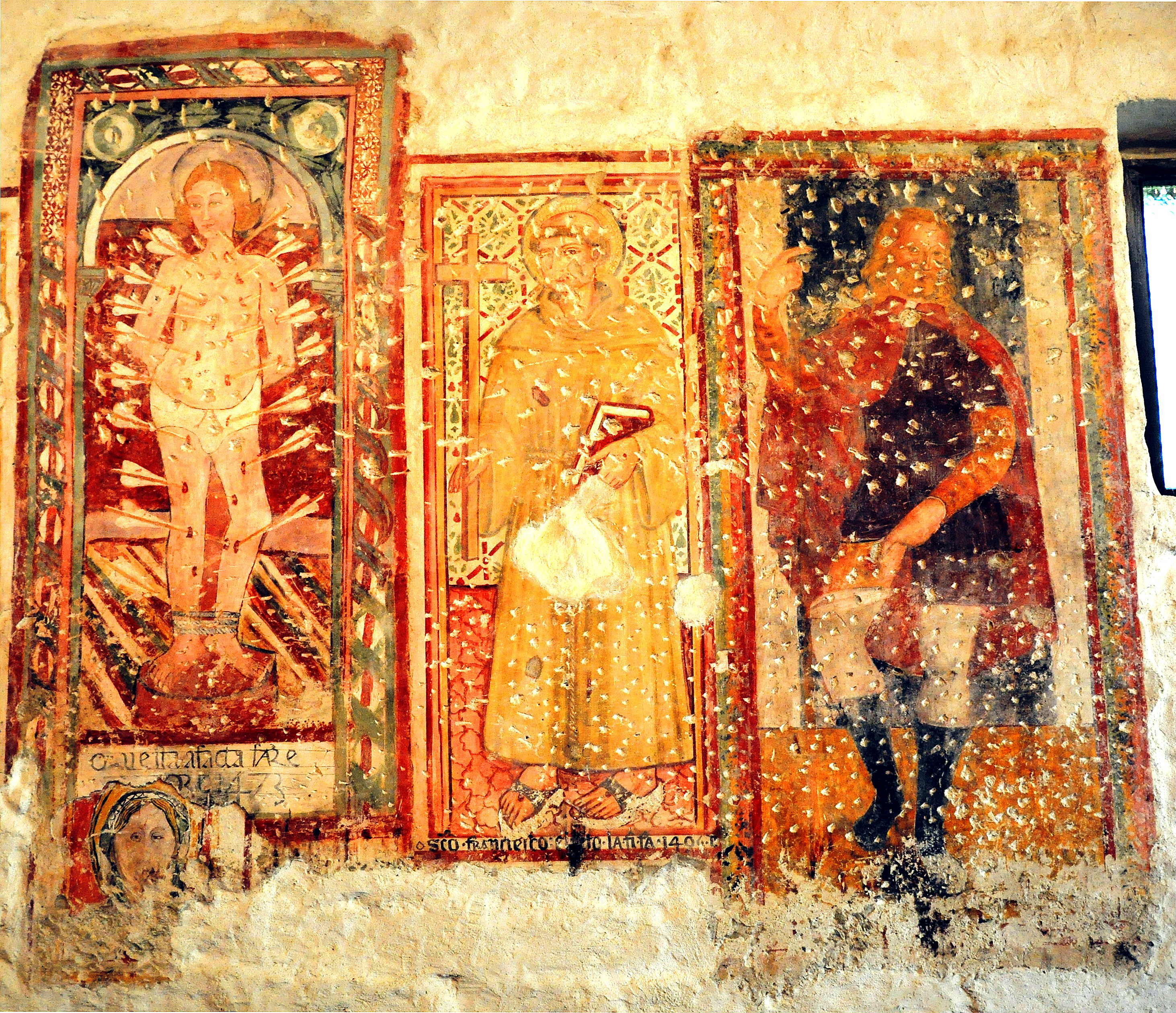
Santi Sebastiano, Francesco e Rocco affrescati sulla parete sud

La chiesa di S. Michele Arcangelo di Cerreto, grazie ad un recente restauro, ha mantenuto pressoché inalterata l'originaria struttura, di rustica semplicità, preceduta da un atrio con apertura a capanna, nel quale i pellegrini, all'occorrenza, potevano trovare rifugio dalle intemperie e potevano prepararsi un pasto frugale.
L'interno della piccola chiesa è ricco di affreschi, venuti alla luce in occasione del recente restauro, sviluppati in forma di cicli pittorici dedicati a vari santi e realizzati in epoche diverse a partire dal 1300 circa, alcuni dei quali ben conservati ed altri largamente danneggiati.
Anticamente era chiesa filiale della Pieve dei SS. Quirico e Giulitta e soggetta all'Abbazia di S. Pietro di Massa. Nel 1299 il rettore della “ecclesia S. Angelis de Gereta” versava, in assolvimento del pagamento delle decime, la considerevole somma di 15 libbre e 6 soldi di denari ravennati, inoltre la chiesa la troviamo citata come “parochia Sancti Angeli de..., in villa Cereti” anche in un atto di cessione beni del 31 maggio 1243 conservato presso l'archivio comunale di Cagli.
La chiesa è dedicata all'angelo Michele, uno dei tre arcangeli menzionati nella Bibbia, il comandante dell'esercito celeste contro gli angeli ribelli del demonio, e furono i Longobardi a propagarne la devozione in tutta Italia, erigendogli chiese ed effigiandolo su stendardi e monete. Molto probabilmente anche le origini della chiesa di Cerreto sono da ricondurre ai Longobardi, che si erano insediati nel territorio di Monte Nerone.

### Pajaro del Diavolo

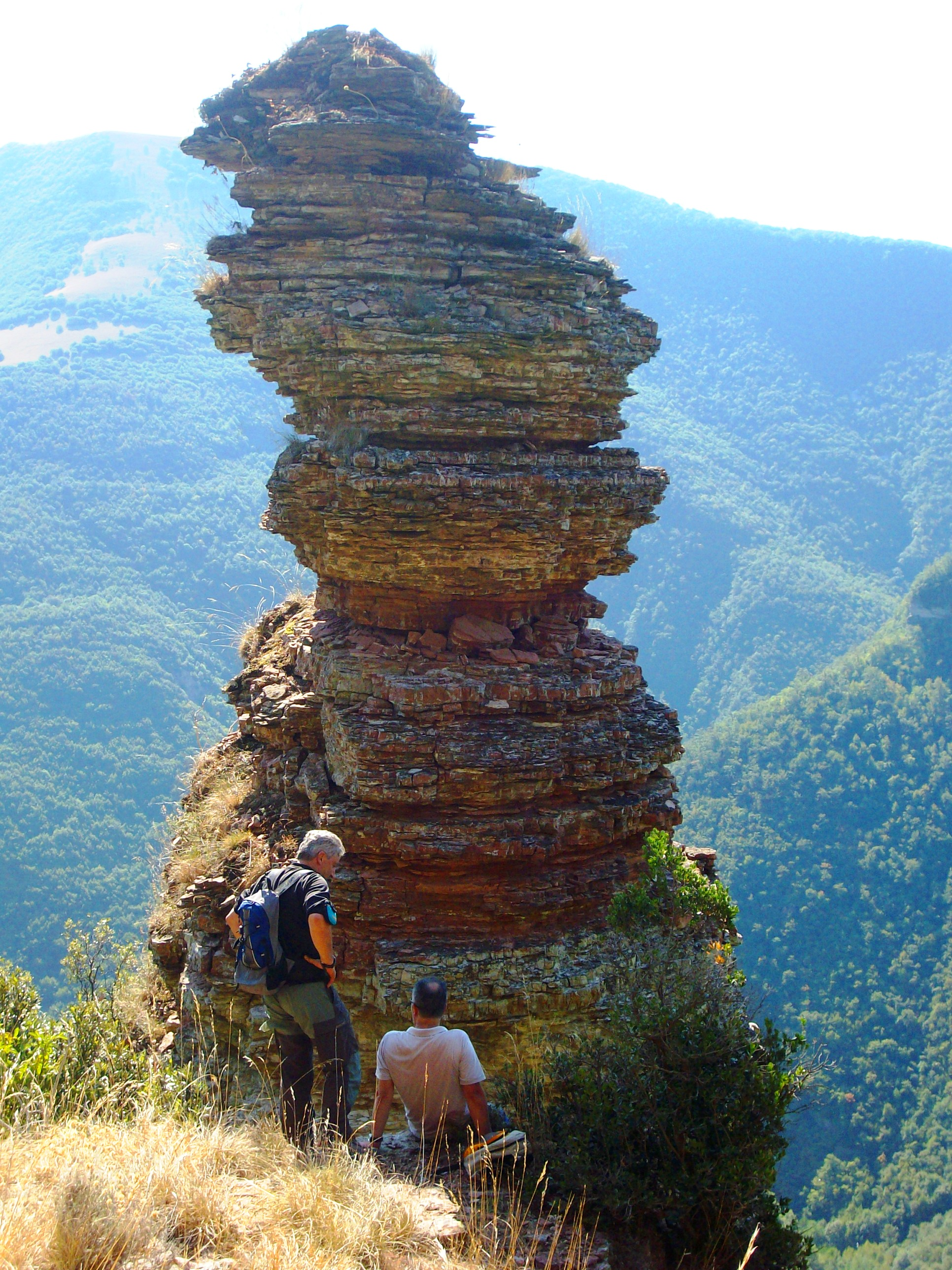
Il Pajar del Diavolo nella vallata dell'Eremita

Il Pajaro del Diavolo, ovvero il pagliaio del diavolo, è un pinnacolo di roccia formatosi grazie all'azione erosiva degli eventi atmosferici. Lo stesso domina la vallata dell'Eremita, nei pressi di Pianello di Cagli, lungo la strada provinciale che collega Cagli a Pianello. La vallata, in epoca medievale era sede di un eremo, l'eremo di San Nicolò, fondato molto probabilmente da San Romualdo e tutto intorno al Pajaro del Diavolo ancora oggi sono visibili i ruderi delle celle abitate anticamente dai monaci. Il suo nome deriva, oltreché dalla forma, dalle tante storie e superstizioni formatesi nei secoli. È raggiungibile, dopo una impegnativa camminata, sia partendo dalla provinciale Cagli-Pianello, sia imboccando un sentiero che da Pianello porta in quota verso Frontino e la Costa della Mandraccia, per scendere poi in direzione del suggestivo pinnacolo di roccia, dal quale si gode di una vista eccezionale su tutta la vallata dell'Eremita.

### L'Orrido dei Cupi di Fiamma

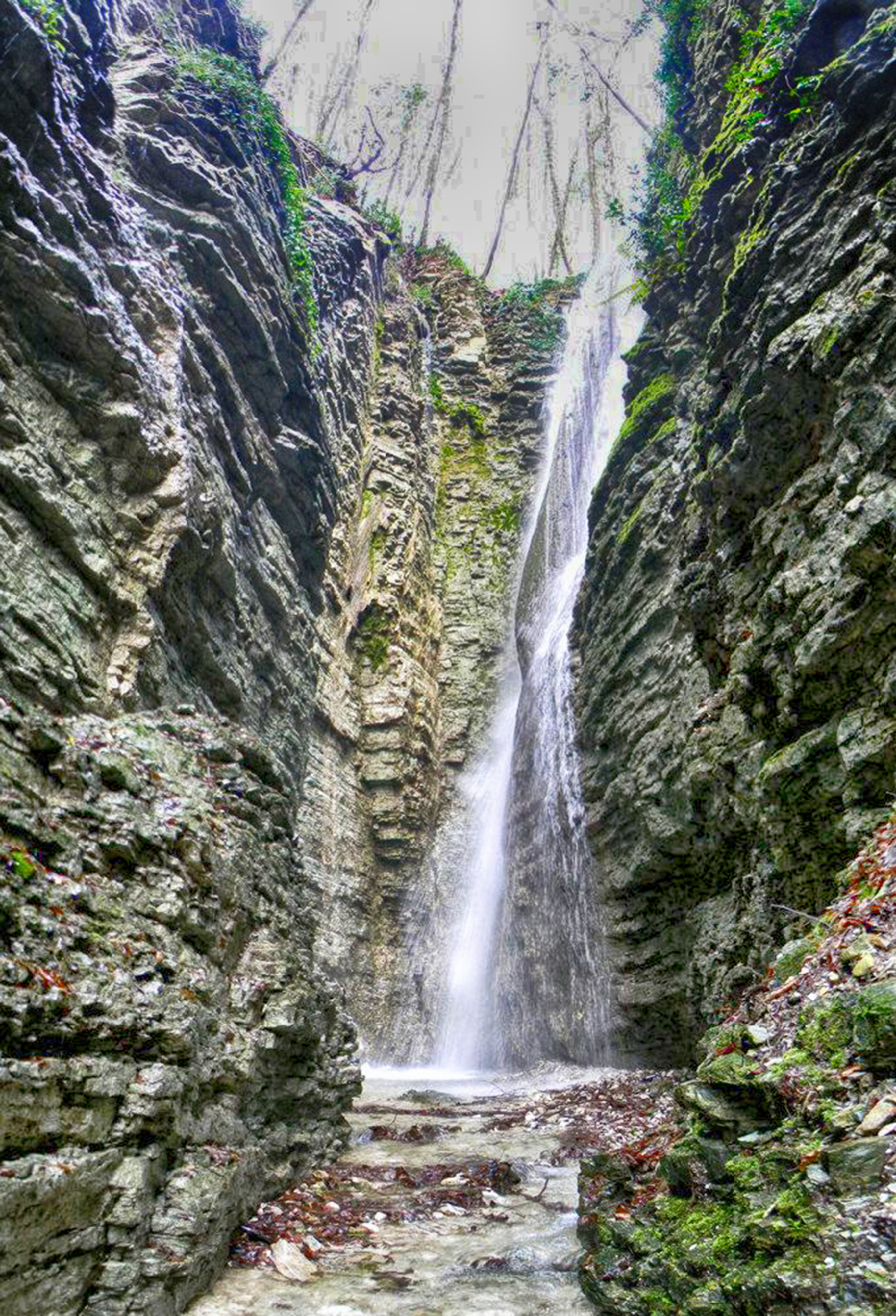
Orrido dei Cupi di Fiamma

Tale orrido è noto nelle credenze popolari anche come "l'orto del Diavolo". È profondo circa 50 metri ed alto 25, con una cascata che rimane attiva tutto l'anno, nei pressi di Pianello di Cagli nella zona nota come "Cupi di Fiamma" e l'alveo del torrente come "Pian de l'acqua" (rinominato nel 1953 a seguito del rifacimento della cartina topografica Meucci 1953). La vallata giurassica lunga circa tre chilometri consta di molte cascate da dove la sorgente della "fonte dell'eremo" ha modificato e scavato creando un ambiente ancora primordiale e poco noto. Lungo i sentieri si vedono ancora i segni della produzione di carbone da legna (carbonaie) che ha caratterizzato l'economia locale per molto tempo. Oggi tale ambiente è mèta di escursionismo, sia per camminare nei suggestivi sentieri sia per calarsi nella forra.

### Ciclismo
Il paese è situato al confine tra Marche e Umbria, e si trova in una zona ideale per escursioni in bici e passeggiate.
Per gli appassionati dello sport della bicicletta è una delle località più adatte per praticare il ciclismo: le strade sono quasi prive di traffico e attraversano luoghi naturali, che permettono di pedalare in assoluta sicurezza, ammirando le bellezze di una natura ancora incontaminata.
Proprio per questo la Gazzetta dello Sport ha scelto Pianello come una delle località da attraversare in occasione della tappa Pergola -Monte Petrano del Giro del Centenario il giorno 25 maggio 2009, con la terribile scalata di Monte Nerone versante Cerreto, con una lunghezza della salita di km 13,350, un dislivello di 1025 m s.l.m. e una pendenza media del 7,67%. Da allora la scalata del Monte Nerone, via Cerreto, è diventata una salita classica con la quale si confrontano cicloamatori provenienti da tutta Italia. Il territorio della vallata offre molte alternative anche per gli appassionati di mountain bike che possono sfruttare una fitta rete di sentieri che si snoda a ridosso del confine fra le due regioni.

### Trekking
Le opportunità per gli appassionati di trekking a Pianello sono varie e numerose. Da oltre 20 anni è disponibile la carta degli itinerari storico-naturalistici e speleologici del Monte Nerone con l'indicazione dei sentieri che solcano, da un versante all'altro, tutto il massiccio del Nerone. Dall'abitato di Pianello parte il sentiero n.20 che poi, all'altezza di Cerreto si raccorda con il n.24 e ancora più in alto con il n.23. In direzione Pieia, invece, il sentiero si raccorda con i n.21, 22 e 25, offrendo quindi svariate alternative con mutevoli gradi di difficoltà. Altre opportunità le troviamo nella carta degli itinerari escursionistici del Monte Nerone predisposta dall'Apt di Fano, fra i quali di particolare interesse quello che da Pianello sale verso il bosco di Tecchie, sul versante opposto a quello del Nerone, per poi scendere a Cantiano, oppure quello che da Pianello, attraverso il Poggio Le Guaine e Via Stratta porta a Secchiano, ripercorrendo un'antica via già utilizzata dagli Umbri e dai Romani. Avvalendosi poi delle carte dell'Igm la scelta di sentieri diventa pressoché infinita ed è facile raccordarsi con i percorsi collinari della confinante Umbria ben tabellati e raccolti nella guida ai percorsi verdi nell'alta valle del Tevere edita dalla Comunità Montana Alto Tevere Umbro.

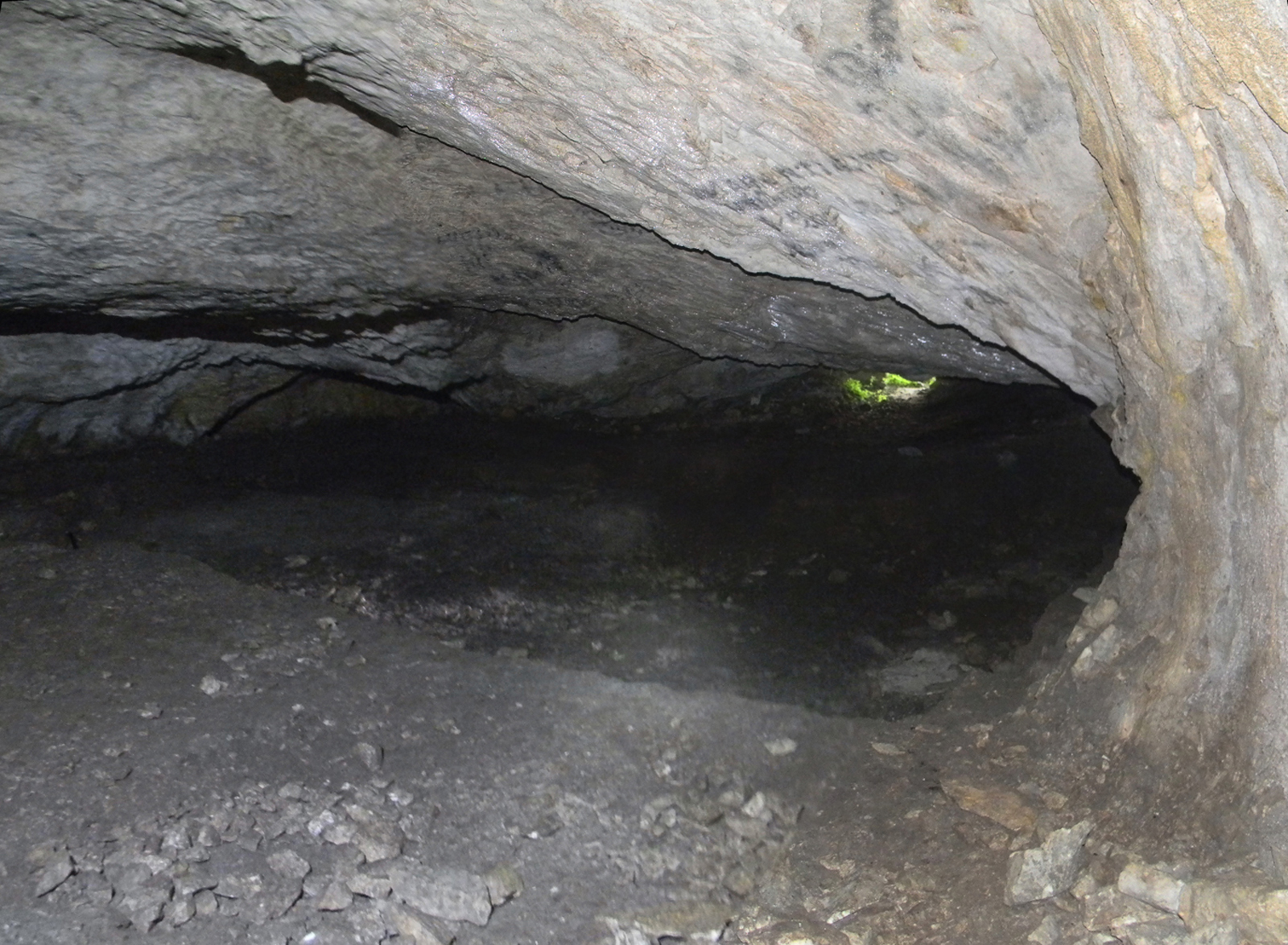
Grotta delle Nottole a Fondarca
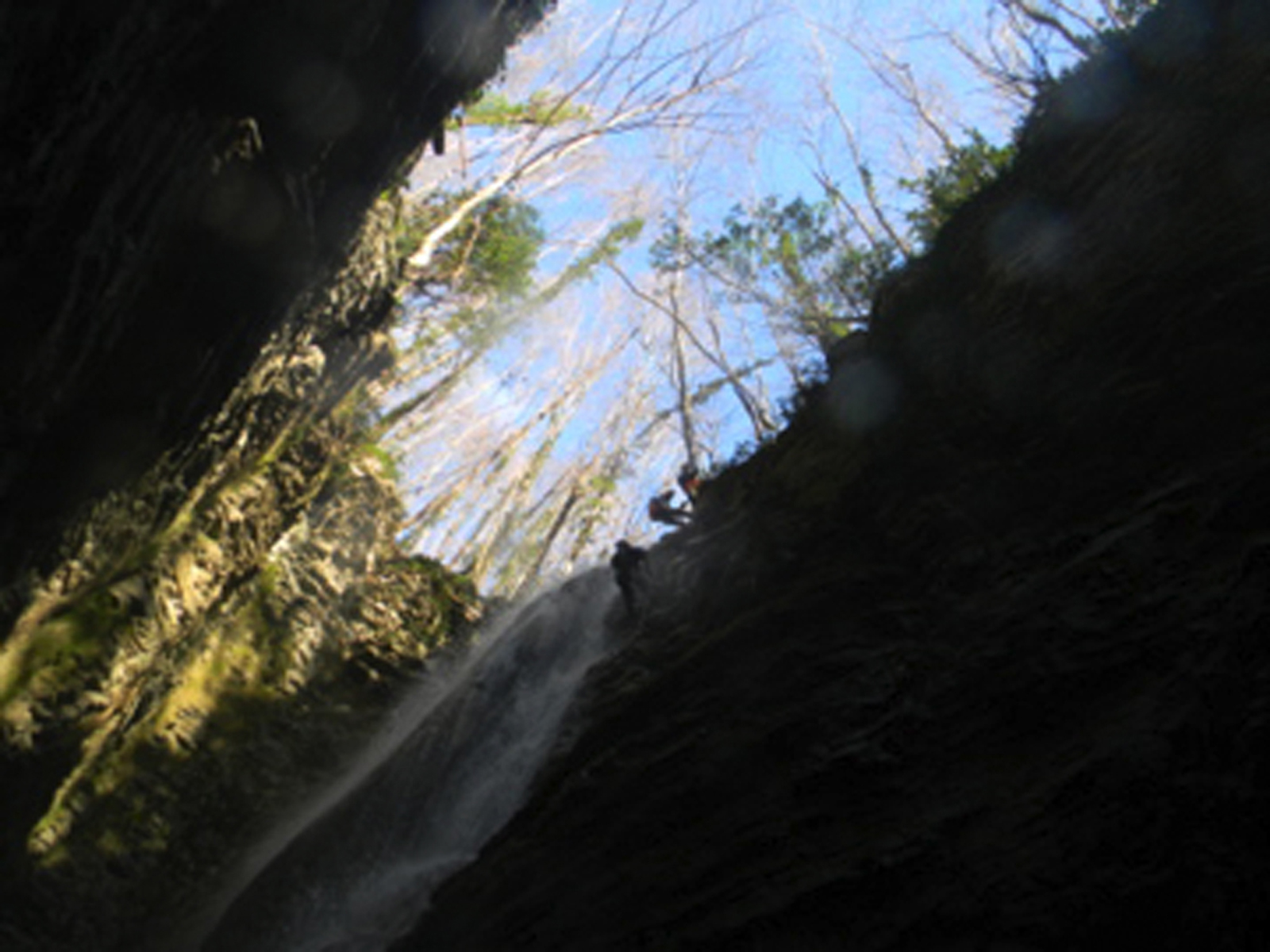
L'orrido dei Cupi di Fiamma
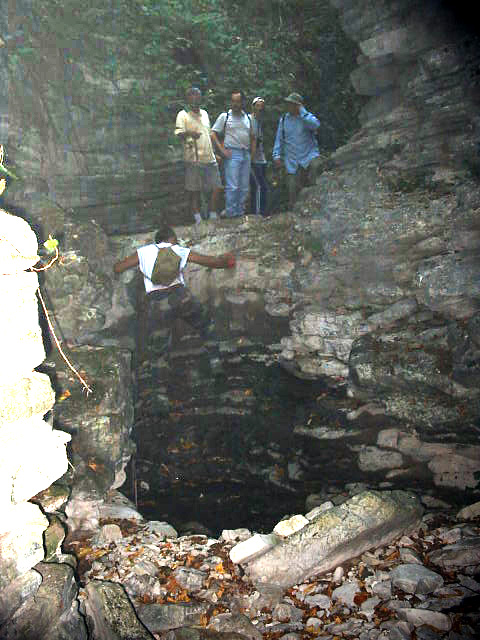
Un passaggio del sentiero dei Cupi di Fiamma
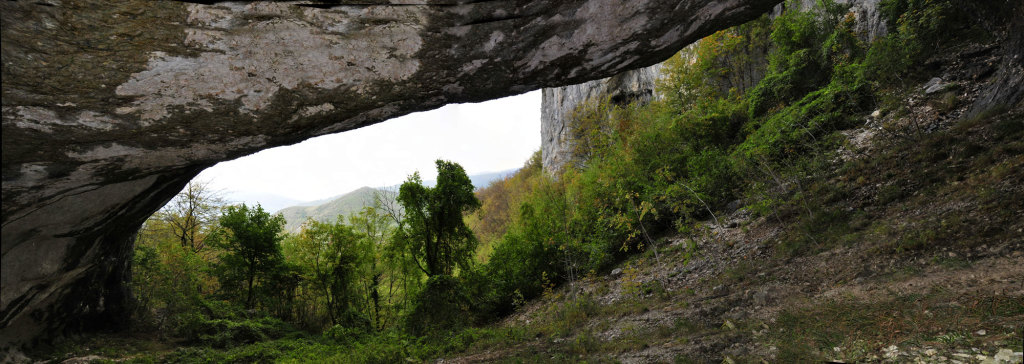
Tana Baldina

### Speleologia
La Comunità Montana del Catria e del Nerone comprende nell'ambito del proprio territorio un rilievo calcareo di particolare pregio naturalistico e paesaggistico: il Monte Nerone che raggiunge la significativa quota di 1525 metri s.l.m. L'intero massiccio è caratterizzato, nei suoi lineamenti generali, da una peculiare morfologia carsica che ha dato luogo ad un paesaggio variegato e spettacolare. Le acclivi pendici del massiccio sono solcate talora da profonde incisioni, come la suggestiva valle dell'Infernaccio, che si susseguono a lembi boschivi e prati pascoli, ubicati in modo particolare nella zona sommitale del rilievo. Il monte Nerone è intessuto da una fitta rete di percorsi, riportata nella carta dei sentieri in scala 1:25.000, edita dalla Comunità Montana del Catria e del Nerone, che consente di accedere ad aree di rilevante interesse naturalistico, protette ai sensi Legge Regionale 52/74. Accanto alle emergenze morfologiche, geologiche e paesistiche individuate tra l'altro nel Piano
Paesaggistico della Regione Marche (PPAR) esiste un patrimonio ipogeo di cospicuo interesse, ancora da esplorare, che è meritevole di essere adeguatamente valorizzato, rivolto ad una nicchia ristretta, limitata agli amanti della speleologia, ma anche alle associazioni ambientaliste, scolaresche di ogni ordine e grado e, in generale, agli appassionati della natura che intendono arricchire il loro bagaglio culturale sugli ambienti ipogei.